# Nerf ophtalmique
Le nerf ophtalmique (V1), aussi appelé nerf ophtalmique de Willis, est une branche du nerf trijumeau. Ce nerf uniquement sensitif nait du ganglion trigéminé dans le sinus caverneux. Il emprunte un trajet légèrement ascendant puis passe par la fissure orbitaire supérieure pour rejoindre la cavité orbitaire.
Il donne notamment trois branches : le nerf frontal, le nerf lacrymal et le nerf naso-ciliaire, qui se dirigent vers l'orbite pour innerver le tiers supérieur de la face.

## Nerf frontal
Le nerf frontal donnera les nerfs supra-orbitaire et supra-trochléaire, destinés à l'innervation sensitive des tissus mous du front.

## Nerf lacrymal
Le nerf lacrymal rejoindra la glande lacrymale et s'anastomosera avec le V2 maxillaire. Il est destiné à l'innervation de la région palpébrale latérale.

## Nerf naso-ciliaire
Le nerf naso-ciliaire sort de la cavité orbitaire pour innerver la région palpébrale médiale ; il donne sur son passage[évasif] : 
- le nerf ethmoïdal antérieur et postérieur.
- les nerfs ciliaires longs.
- des rameaux pour le ganglion ciliaire.